# Le Canadien
Ле Канадьен (фр. «Le Canadien»), франкоязычная газета, публиковавшаяся в Нижней Канаде с 22 ноября 1806 по 14 марта 1810 года. Её девизом было: «Nos institutions, notre langue et nos droits» (с фр. — «Наши учреждения, наш язык и наши права»). Выходила каждую субботу, стоимость её годовой подписки составляла 10 английских шиллингов.

## История
Газета была основана в Квебеке адвокатом Пьером-Станисласом Бедаром и его партнёрами Франсуа Бланше, Жаном-Антуаном Пане, Жаном-Тома Ташро и Жозефом Ле Вассером Борджиа. В момент создания газеты все они были членами парламента Нижней Канады. Редактором стал Жан-Антуан Бутилье. Газета быстро стала голосом канадской партии в борьбе против английского правительства во главе с губернатором Джеймсом Крейгом. 17 марта 1810 года документы редакции на улице Сен-Франсуа были изъяты правительством. Наборщик Шарль Лефрансуа был заключен в тюрьму, а патрульные искали заговорщиков. Quebec Mercury, англоязычная канадская газета, ранее намекнула на заговор франкоканадцев и американцев против Великобритании. Бедар, Ташро и Бланше были арестованы и также заключены в тюрьму. Заключенным было отказано в хабеас корпус. Находясь в тюрьме, Бедард был назначен членом парламента в графство Суррей и избран на всеобщих выборах 27 марта 1810 года. В 1811 году член парламента Луи-Жозеф Папино попросил губернатора Крейга снять с Бедара все обвинения, на что Крейг отказался. Наконец, в конце сессии законодательного собрания Бедара выпустили на свободу.
Газета публиковалась несколько раз, с перерывами. Le Canadien исчезла 11 февраля 1893 года, когда она принадлежала канадскому журналисту Жозефу-Израэлю Тарту.